# Scarsella (accessorio)

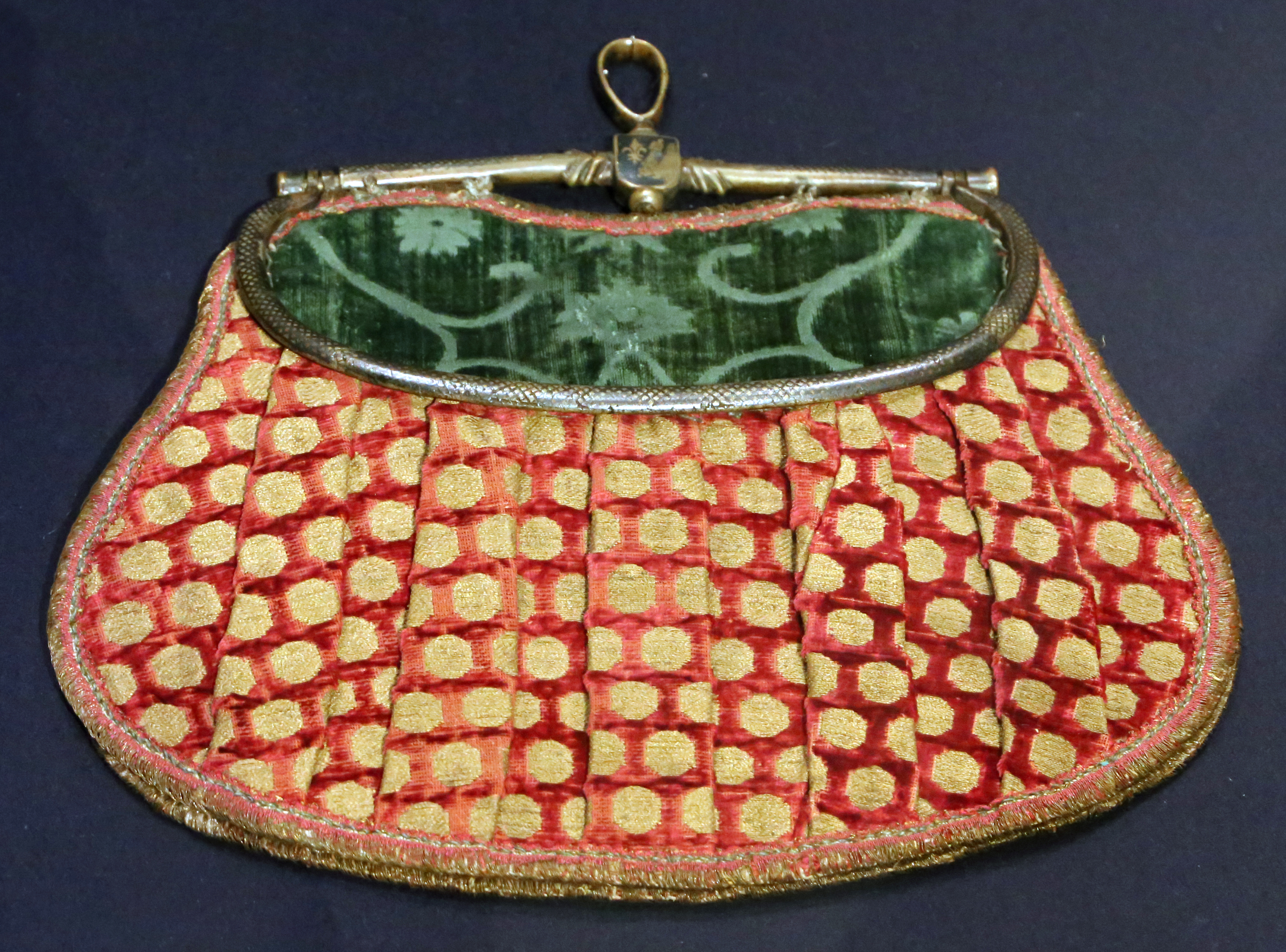
Una scarsella del 1450 circa, Prato, Museo del tessuto

La scarsella era il tipico borsello portamonete in uso dal Medioevo, spesso in cuoio o in stoffa, talvolta con parti metalliche; veniva tenuta appesa al collo o alla cintura.
Il termine è attestato in area fiorentina, e dovrebbe derivare dal provenzale escarsela, di etimo incerto, da alcuni riferito al termine "scarso", nel senso scherzoso quasi a dire che è «sempre scarsa di denaro». 
L'uso è documentato ad esempio in Giovanni Boccaccio (Decameron, 8, III), Franco Sacchetti (Trecentonovelle LXVII, CCXX), o Dino Compagni (Nova Cronica, l. VII), e la parola si è mantenuta in alcuni dialetti, come in Veneto, come sinonimo di saccoccia, di tasca o di denaro in generale. Col significato esteso di "rientranza" il termine deve essere passato indicare anche, in architettura, l'abside a pianta quadrata o rettangolare.
La scarsella restò in uso fino all'introduzione della banconota. Tipica era la fodera in stoffa verde, da cui sarebbe derivato il tuttora usato modo di dire "essere al verde", cioè aver finito i soldi.